# Communauté rurale de Darou Nahim
La communauté rurale de Darou Nahim est une communauté rurale du Sénégal située à l'ouest du pays. 
Créée en 2008, elle fait partie de l'arrondissement de Kael, du département de Mbacké et de la région de Diourbel. Son chef-lieu est le village centre Darou Nahim.